# Villino Brunialti
Villino Brunialti é uma pequena villa art nouveau localizada na esquina da Via Virginio Orsini (nº 19) e a Via Pompeo Magno, no rione Prati de Roma. Foi construído em 1900 pelo arquiteto Garibaldi Burba.